# Liste der Stolpersteine in Rüdersdorf bei Berlin

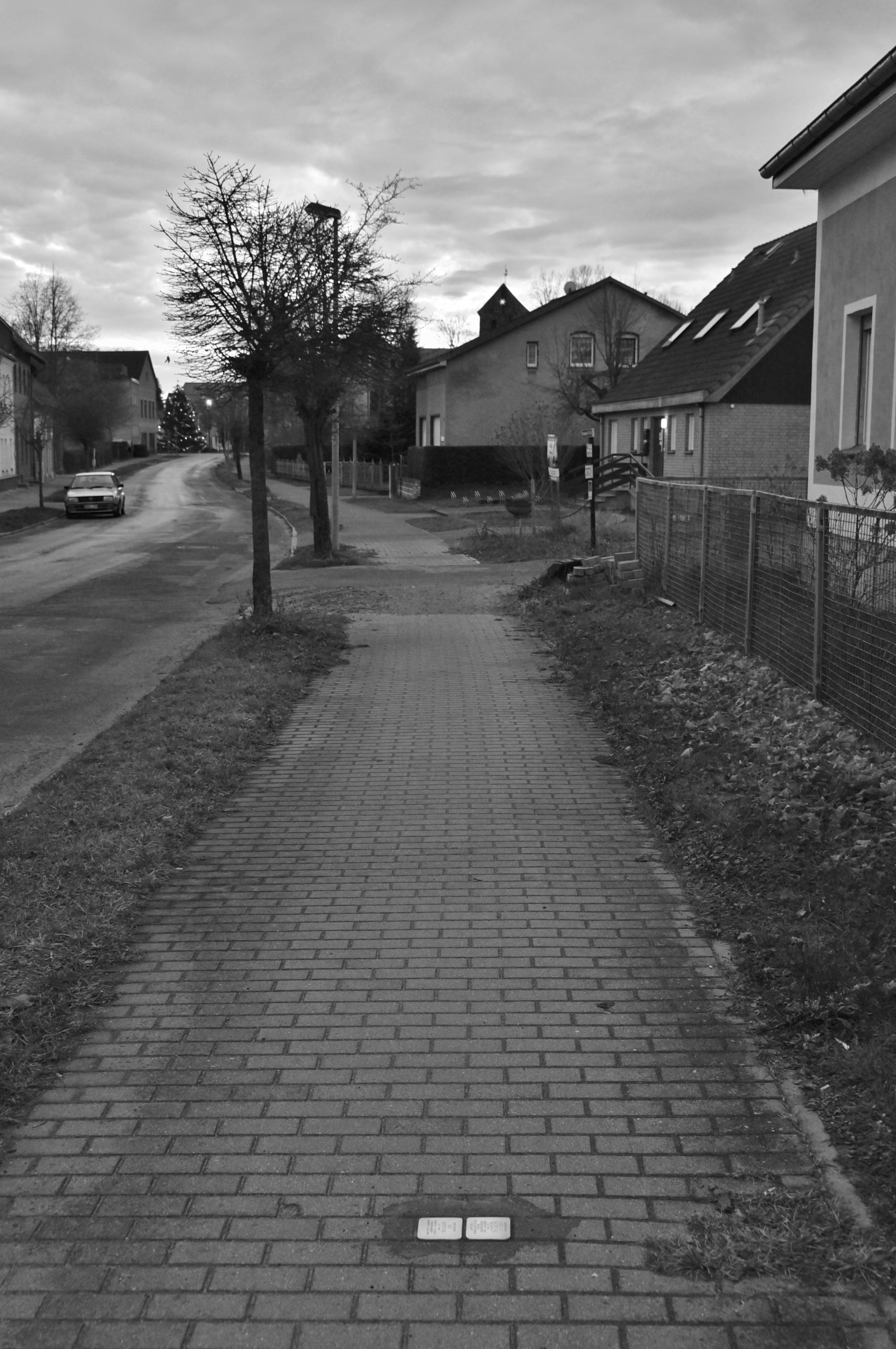
Stolpersteine in Rüdersdorf

In der Liste der Stolpersteine in Rüdersdorf bei Berlin werden die vorhandenen Stolpersteine aufgeführt, die im Rahmen des Projektes des Künstlers Gunter Demnig in der brandenburgischen Gemeinde Rüdersdorf bei Berlin bisher verlegt worden sind.
Stolpersteine erinnern an das Schicksal der Menschen, die von den Nationalsozialisten ermordet, deportiert, vertrieben oder in den Suizid getrieben wurden. Die Stolpersteine werden in der Regel von Gunter Demnig vor dem letzten selbstgewählten Wohnsitz des Opfers verlegt.

## Stolpersteine
In Rüdersdorf bei Berlin wurden zwei Stolpersteine an einer Anschrift verlegt.
| Stolperstein | Inschrift | Verlegeort                        | Name, Leben         |
| ------------ | --- | --------------------------------- | ------------------- |
|              | HIER WOHNTE KAROLINE JAKOBSTHAL GEB. BARUTH JG. 1868 DEPORTIERT 1942 THERESIENSTADT TOT AN HAFTFOLGEN 22.6.1945 | Herzfelde, Strausberger Straße 29 | Karoline Jakobsthal |
|              | HIER WOHNTE MAX JAKOBSTHAL JG. 1900 DEPORTIERT 7.5.1939 SACHSENHAUSEN ERMORDET 10.3.1942                        | Herzfelde, Strausberger Straße 29 | Max Jakobsthal      |